# 安井曾太郎

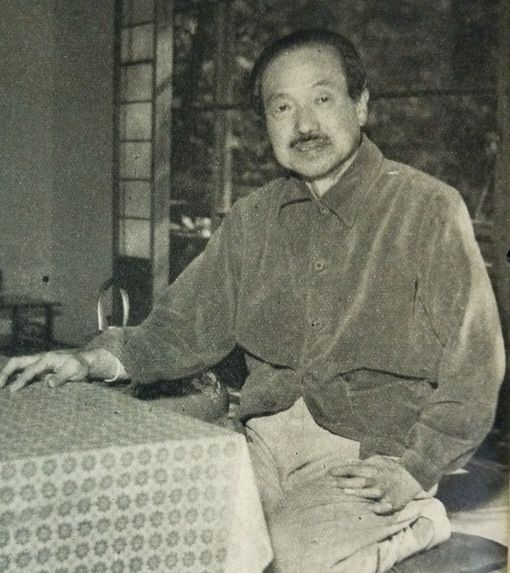
1952年

安井 曾太郎（やすい そうたろう、1888年5月17日 - 1955年12月14日）は、大正から昭和にかけての洋画家。梅原龍三郎と並び称された。

## 生涯

安井曾太郎の胸像（於東京藝術大学）

1888年（明治21年）、京都市中京区で木綿問屋を営む商家の五男として生まれる。1898年（明治31年）4月商業学校（京都市立商業学校）に入学するが、反対する親を説得し、1903年（明治36年）同校を中退して絵の道に進む。1904年（明治37年）聖護院洋画研究所（のち関西美術院に発展）に入所し、浅井忠、鹿子木孟郎らに師事して絵を学び始める。同時期、梅原龍三郎もここで学んでいた。
1907年（明治40年）4月、先輩画家の津田青楓が渡欧すると聞いた安井は、津田とともに渡欧することを決意した。安井は、渡欧に際し、それ以前の作を焼き捨てたとのことで、安井の初期作品はほとんど現存していない。フランスではアカデミー・ジュリアンに学んだ。特にセザンヌに傾倒し、イタリア・ルネッサンス彫刻やエル・グレコの芸術にも影響を受けた。7年ほどのフランス滞在の間にイギリス、イタリア、スペインなどへ旅行している。1914年（大正3年）、第一次世界大戦が勃発しドイツがフランスに宣戦布告したことに加え、安井自身の健康も悪化していたため、日本へ帰国した。翌1915年（大正4年）には第2回二科展に滞欧作44点を出品し、二科会会員にも推挙される。その後10年ほどの間は安井の画業の低迷期で、健康が回復しなかったことに加え、フランスと日本の風土の違いにも苦しみ、独自の画風を模索しつつある時期であった。
1930年（昭和5年）の『婦人像』あたりから安井独自の日本的油彩画の様式が確立し、梅原龍三郎とともに第二次世界大戦前後を通じて昭和期を代表する洋画家と評されており、二科会の番衆技塾でも指導した。この1930年代に石原求龍堂から木版画を発表、1931年（昭和6年）から安井曾太郎版画頒布会から全12図の『安井曾太郎版画集』を出した。

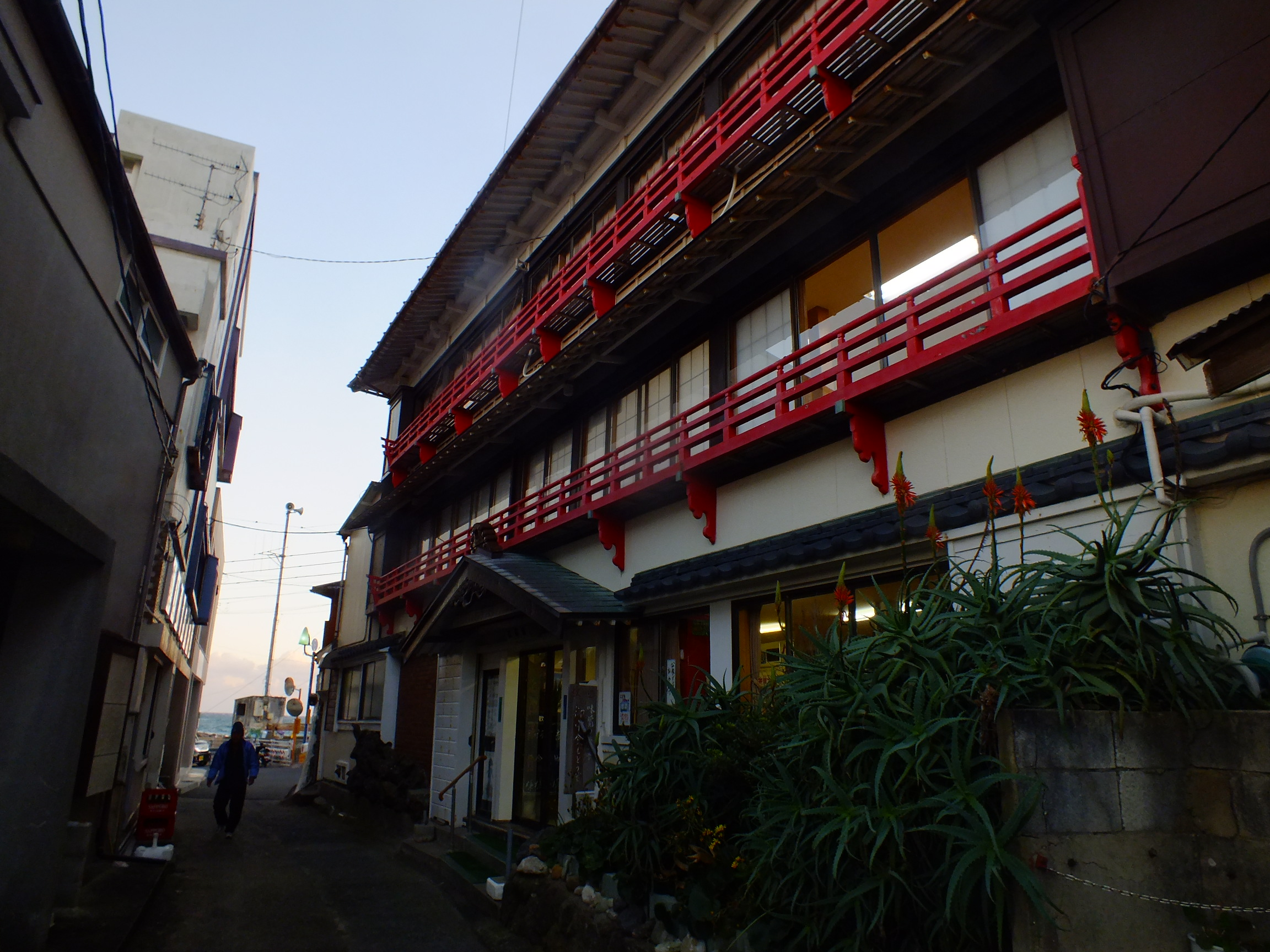
曾太郎が好み宿泊した江澤館（千葉県鴨川市太海浜）。代表作の「外房風景」はこの4階の一室からの眺望を描いたものである。

1935年（昭和10年）には帝国美術院の大改革が進められる中で、安井も官選という形で美術院の会員になる。もともと文展に対抗して組織され、在野の立場を貫く二科会の方針から、安井は同会を離れざるをえなかった。翌1936年（昭和11年）、石井柏亭、有島生馬、山下新太郎らと一水会を結成。安井は生涯、同会の委員を務めた。1937年（昭和12年）、この年から始まった新文展の審査員に就任。1944年（昭和19年）には東京美術学校教授となり、同年7月1日帝室技芸員。1946年（昭和21年）、戦後の混乱期に埼玉県蕨町（現蕨市）に開校した「蕨画塾」の教授を務め、画塾を芸大分校と形容した。
戦後の『文藝春秋』の表紙画を担当していた。
1952年（昭和27年）には文化勲章を受章した。1955年（昭和30年）、肺炎の療養中の心臓麻痺により死去。67歳没。戒名は明徳院殿浄誉雅仙曽堂大居士。墓所は台東区正覚寺。

## 主な作品

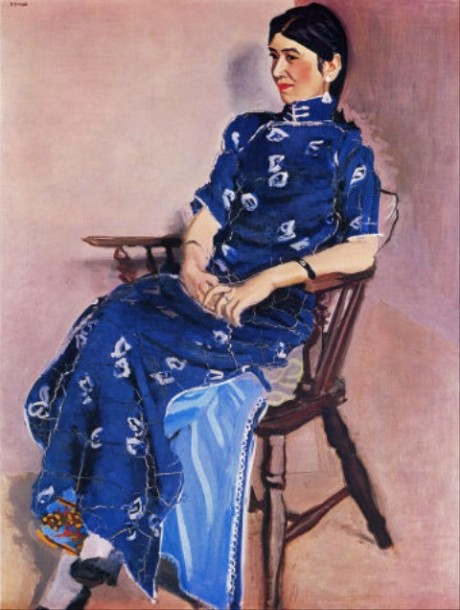
『金蓉』　(1934)
キャンバスに油彩 (96.5×74.5)
東京国立近代美術館

- 孔雀と女（1915年）（京都国立近代美術館）
- 黒き髪の女（1924年）（BBプラザ美術館）
- 婦人像（1930年）（京都国立近代美術館）
- 外房風景（1931年）（大原美術館）
- 金蓉（1934年）（東京国立近代美術館）　モデルは小田切峯子[7]。
- T先生の像（玉蟲先生像）（1934年）（東北大学史料館）
- 深井英五氏像（1937年）（東京国立博物館）
- 承徳喇嘛廟（1938年）（愛知県美術館）

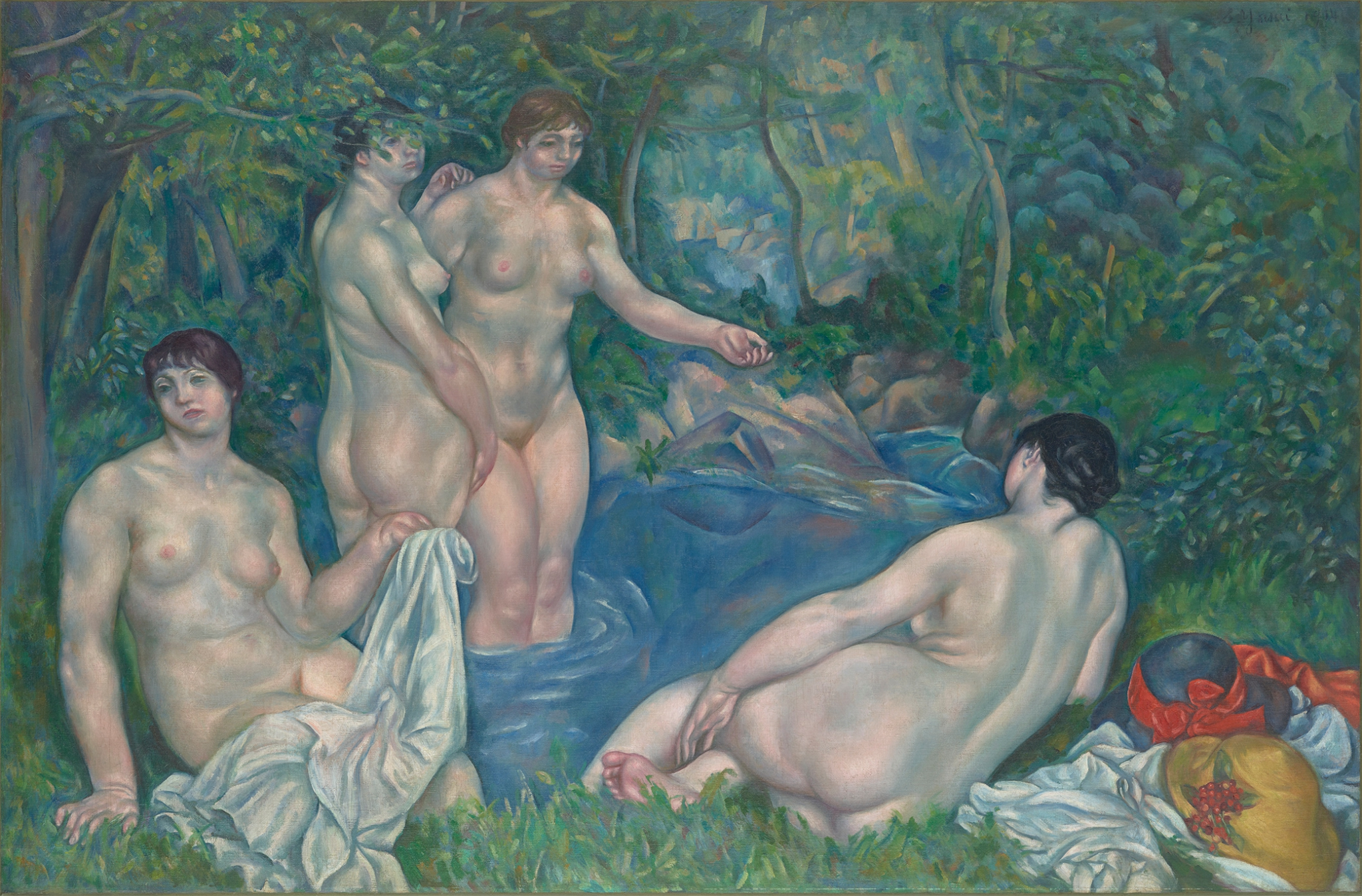
『水浴裸婦』(1914) 油彩 アーティゾン美術館

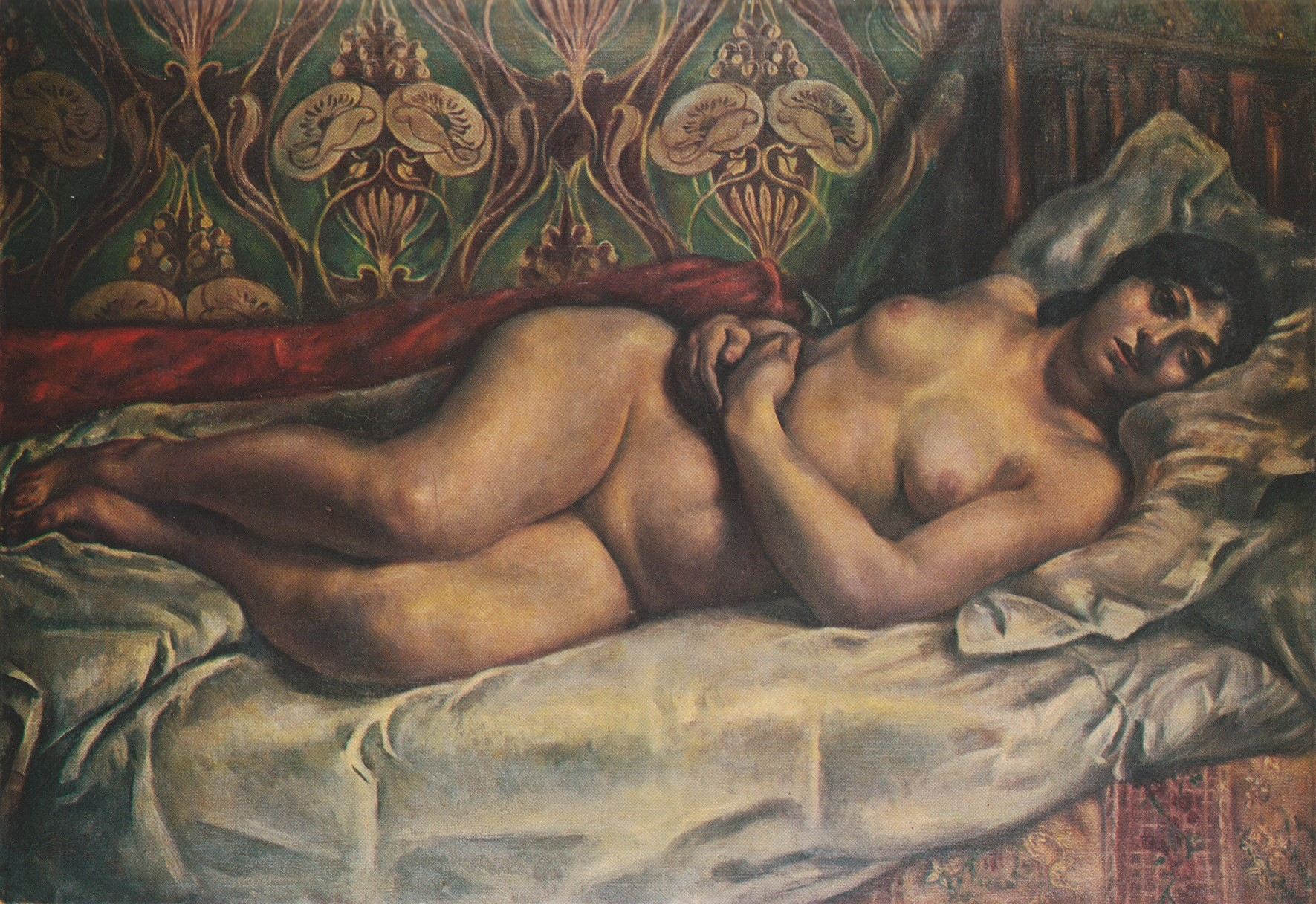
『黒き髪の女』(1913) 油彩

- 孫（1950年）（大原美術館）
- 広辞苑（装丁）（岩波書店）

### 木版画
- 「椅子に凭れる女」（1932年）（郡山市立美術館）　石原求龍堂版　平塚運一彫、摺
- 「果物」（1932年）（郡山市立美術館）　石原求龍堂版　平塚運一彫、摺
- 「外房風景」（1932年）（郡山市立美術館）　石原求龍堂版
- 「魚とさざえ」（1934年）（郡山市立美術館）　石原求龍堂版
- 「画家とモデル」（1934年）（郡山市立美術館）　石原求龍堂版
- 「レコードを聴く人」（1935年）（郡山市立美術館）　石原求龍堂版
- 「十和田湖の秋」（1935年）（郡山市立美術館）　石原求龍堂版